# Alliance française de San Francisco
 (mars 2018).
L'Alliance Française de San Francisco (AFSF) est une organisation à but non lucratif fondée en 1889 proumouvant la langue et la culture française à San Francisco, en Californie, aux États-Unis. Appartenant au réseau Alliance Française, l'institution ne reçoit pas de financements du gouvernement français. Il s'agit de la plus vieille Alliance française des États-Unis.

## Activités et services

### Centre linguisitique

#### Cours de français
L'Alliance Française de San Francisco propose des cours de français, de niveau débutant à niveau avancé, en présence et en ligne. La taille des effectifs par classe se situe traditionnellement entre 4 et 12 étudiants. En outre, des cours de littérature, de civilisation et de géographie sont proposés à ces élèves.
En 2015, l'Alliance Française a été désignée meilleure école de langue à San Francisco par le journal CBS News.

#### Programme pour enfants
L'AFSF a développé un programme post-école ainsi que des camps d'été. Des partenariats ont également été noués avec de nombreuses écoles et collèges de la ville parmi lesquels la Jefferson Public school ou le lycée français de San Francisco.

#### Centre d'examen
L'établissement fait office de centre d'examen pour les évaluations de niveau de langue française tels le TCF ou le TEF. 

### Centre culturel

#### Théâtre
Le théâtre de l'Alliance Française de San Francisco comporte actuellement 74 places. 
Il accueille des événements consacrés à la culture française, parmi lesquels la projection d'un film francophone chaque mardi soir.

#### Expositions artistiques
L'AFSF propose un lieu d'exposition pour des artistes invités à dimension locale, nationale ou internationale. Parmi eux, Stephane Blanchard, Jean-Marc Hunt, William O'Such ou Sofia Carmi.

#### Evenements festifs
L'AFSF participe chaque année à l'organisation d'évenements français et francophones comme la Fête de la Francophonie, en mars, ou la Fete de la Musique,en juin, dans ses locaux du 1345 Bush Street.
Elle est membre du Comité Officiel des Associations Françaises de la baie de San Francisco en lien avec le Consulat général de France à San Francisco et la Chambre de commerce de San Francisco.

#### Libraire AFSF
La librairie de l'Alliance Française est fondée et ouverte au public dans les années 1870. Forte d'une collection de milliers d'ouvrages, non repertoriés à ce jour, elle constitue la plus vieille libraire française dans la baie de San Francisco

#### Celebration
L'alliance française de San Francisco va celebrer ses 130 ans le 17 octobre 2019

## Histoire
Après la guerre de 1870, l'image de la France décline. La nouvelle Alliance française devient une organisation endossant les valeurs de la République.

### Naissance de la communauté Française à San Francisco
Au cours de la ruée vers l'or en Californie, la ville de San Francisco connait une augmentation importante de sa population. En quelques années, près de 120 000 immigrés en provenance du Pays basque arrivent aux États-Unis entre 1820 et 1926, notamment à San Francisco.

### Historique de l'Alliance Française de San Francisco
L'Alliance Française de San Francisco est fondée en 1889 grâce au support de la Société Française de Bienfaisance Mutuelle. La Ligue Nationale Française effectue dans les années 1890 une donation de 12 000 livres pour la librairie. 
Les premiers enseignements de français sont donnés au 414 Mason street. En 1904, l'association comporte 800 membres offrant 28 types de classes avec 600 élèves. Le tremblement de terre de 1906 détruit les locaux de l'Alliance.
En 1910, seulement 550 élèves sont enregistrés. L'AFSF développent alors le Débat Joffre consistant en l'organisation de joutes verbales entre les étudiants de Stanford University et de l' University of California at Berkeley. Ces débats la rendent indépendante en 1949.
Dans les années 1980, l'AFSF rejoint la Ligue Henri IV, association créée en 1895 par la communauté béarnaise à San Francisco. En 1982, L'Alliance déménage sur la rue Bush Street, dans des locaux imaginés en 1910 par l'architecte américain Willis Polk.

## Directeurs exécutifs
- Alain Marquer 1990–1996
- Paul Fournel 1996–1999
- Michel Richard 1999–2002
- Pascal Ledermann 2002–2004 (acting executive director)
- Patrick Girard 2004–2005
- Grégorie Douet-Lasne 2005–2006
- Peter Dewees 2006–2008
- Ben Mohamed Daoudi 2008–2009
- Pascal Ledermann 2009-2018.
- Noëmie Hérail 2018-maintenant (acting director)

La directrice exécutive de l'Alliance Française de San Francisco est actuellement Noëmie Hérail.